# Anolaima
Anolaima – miasto w Kolumbii, w departamencie Cundinamarca.